# جوناثان جيرارد
جوناثان جيرارد هو لاعب هوكي الجليد كندي، ولد في 27 مايو 1980 في جولييت في كندا.

## وصلات خارجية
- جوناثان جيرارد على موقع دوري الهوكي الوطني (الإنجليزية)
- جوناثان جيرارد على موقع EliteProspects.com (الإنجليزية)
- جوناثان جيرارد على موقع HockeyDB.com (الإنجليزية)
- جوناثان جيرارد على موقع Hockey-Reference.com (الإنجليزية)